# Summoned to Another World... Again?
Мене вдруге викликали в інший світ (яп. 異世界召喚は二度目です, Isekai Shōkan wa Nidome Desu, "Summoned to Another World for a Second Time") — японське ранобе, написане Кадзухою Кішімото та проілюстровано 40hara. Спочатку публікувалася онлайн з березня 2015 по грудень 2016 року на сайті Shōsetsuka ni Narō, а з лютого 2017 по жовтень 2020 року вийшли дев'ять епілогових розділів. Пізніше права на серію отримало видавництво Futabasha, яке випустило п'ять томів у період з жовтня 2015 по липень 2017 року під імпринтом Monster Bunko.
Манґа-адаптація з ілюстраціями Арасіями публікується у цифровому журналі Web Comic Action від Futabasha з червня 2018 року та зібрана у дванадцять танкобонів.
Аніме-серіал, створений студією Studio Elle, транслювався з квітня по червень 2023 року.

## Сюжет
Групу старшокласників раптово магічним чином переносять у світ Еклер, до Королівства Дістінія, яке зазнає вторгнення армії демонів. Король пояснює збентеженим учням, що вони були викликані, щоб стати Героями й захистити королівство. Він також розповідає, що це вже вдруге вживаються такі надзвичайні заходи — п'ять років тому інший Герой був викликаний у цей світ, завершив війну й приніс мир, перш ніж таємниче зникнути.
Однак ніхто не здогадується, що один із викликаних учнів, Сецу і є тим самим Героєм. Проблема в тому, що його зовнішність змінилася, тому ніхто не впізнає його. Тепер він має возз'єднатися зі своїми колишніми товаришами, щоб вдруге врятувати цей світ і розкрити таємницю нового конфлікту.

## Персонажі
Сецу (яп. セツ)
Сейю: Шунічі Токі
Меланхолійний старшокласник, який п'ять років тому (за місцевим часом) був перенесений у світ Еклер, допоміг перемогти армію демонів, але потім магічним чином повернувся на Землю та переродився як Юкі, зберігши всі спогади про своє минуле. Тепер, вдруге повернувшись в Еклер, він усе ще володіє своїми бойовими навичками.
Елка (яп. エルカ, Eruka)
Сейю: Каорі Маеда
Солдат армії Дістінії, яка раніше знала (і обожнювала) Сецу. Майстерний боєць, проте має легку мазохістську натуру, коли справа стосується Сецу.
Юухі (яп. 夕陽)
Сейю: Сатомі Амано
Однокласниця Сецу, яка разом із класом була перенесена в Еклер. Досить наївна, має сильне захоплення Юкі та набуває магічних здібностей після прибуття у світ Еклер.
Теа
Сейю: Аой Юкі
Магічний дослідник у Дістінії та давня подруга Сецу.
Лівайя (яп. リヴァイア, Rivaia)
Сейю: Файруз Ай
Також відома як Левіафан, Богиня Океану. Древня подруга Сецу. У людській формі має фіолетове волосся та зябра замість вух, а в істинній формі є величезним морським змієм. Підтримує мир в океані.
Дезастол (яп. デザストル, Dezasutoru)
Сейю: Саарі Ніші
Повне ім'я — Дезастол Серрено, також відома як Дезас. Володарка демонів, мешкає на Демонічному континенті у замку Івілбарроу.
Тома (яп. 冬真)
Сейю: Такума Нагацука
Ще один землян, який разом із Сецу раніше був перенесений в Еклер, але зрадив людей. Він був таємним винуватцем війни з армією демонів п'ять років тому та є головним організатором нинішнього конфлікту. Його кінцева мета — стати богом і знищити всі інші форми життя.
Шіронеко (яп. シロネコ)
Сейю: Юї Огура
Молода звіролюдка, яка брала місії, щоб заробити на рідкісні та дорогі ліки для своєї старшої сестри Мінеко. Після того як Сецу знімає з Мінеко її «хворобу» (яка насправді виявляється прокляттям), вона разом із сестрою приєднується до нього, щоб зупинити Тоому.
Мінеко (яп. ミネコ)
Сейю: Ріна Хонідзумі
Старша сестра Шіронеко, яка довгий час страждала від темної магії через прокляте намисто. Після зцілення Сецу приєднується до нього разом із сестрою.
Лоа (яп. ロア, Roa)
Сейю: Сатомі Акесака
Дочка Короля звіролюдів та колишня учениця Сецу.
Рурі (яп. ルリ)
Сейю: Юріє Козакай
Онука та учениця відомого ювеліра Дістінії. Після його смерті бере на себе завдання доставити його останнє замовлення — брошку з відновленим магічним каменем — Дезастол на Демонічний континент. Під час подорожі Сецу стає її захисником.
Алізе (яп. アリゼ, Arize)
Сейю: Міку Іто
Колишня учениця Сецу. Попри свої бойові навички, через її чутливість він жартома називав її «Плакса».
Бред (яп. ブラッド, Buraddo)
Сейю: Кенджі Акабане
Король Дістінії (яп. ディスティニア国王, Disutinia Kokuō)
Сейю: Ходзумі Ґода
Принцеса (яп. 王女, Ōjo)
Сейю: Марі Хашімото

## Медіа

### Ранобе
Серія, написана Кадзухою Кісімото, публікувалася онлайн з березня 2015 по грудень 2016 року на платформі Shōsetsuka ni Narō. Пізніше права на неї отримало видавництво Futabasha, яке випустило ранобе з ілюстраціями 40hara у п'яти томах під імпринтом Monster Bunko з 30 жовтня 2015 по 29 липня 2017 року.
| № | Дата виходу     | ISBN                   |
| - | --------------- | ---------------------- |
| 1 | 30 жовтня 2015  | ISBN 978-4-575-75060-7 |
| 2 | 30 березня 2016 | ISBN 978-4-575-75081-2 |
| 3 | 30 серпня 2016  | ISBN 978-4-575-75102-4 |
| 4 | 30 січня 2017   | ISBN 978-4-575-75121-5 |
| 5 | 29 липня 2017   | ISBN 978-4-575-75149-9 |

### Манґа
Манґа-адаптація з ілюстраціями Арасіями публікується в цифровому журналі Web Comic Action від Futabasha з червня 2018 року. Станом на червень 2024 року серія зібрана у дванадцять танкобонів. Coolmic випускає манґу англійською мовою.
| №  | Дата виходу       | ISBN                   |
| -- | ----------------- | ---------------------- |
| 1  | 30 листопада 2018 | ISBN 978-4-575-41040-2 |
| 2  | 30 травня 2019    | ISBN 978-4-575-41058-7 |
| 3  | 28 грудня 2019    | ISBN 978-4-575-41093-8 |
| 4  | 30 червня 2020    | ISBN 978-4-575-41129-4 |
| 5  | 28 грудня 2020    | ISBN 978-4-575-41200-0 |
| 6  | 30 червня 2021    | ISBN 978-4-575-41262-8 |
| 7  | 28 грудня 2021    | ISBN 978-4-575-41347-2 |
| 8  | 12 серпня 2022    | ISBN 978-4-575-41446-2 |
| 9  | 30 березня 2023   | ISBN 978-4-575-41615-2 |
| 10 | 30 червня 2023    | ISBN 978-4-575-41680-0 |
| 11 | 28 грудня 2023    | ISBN 978-4-575-41795-1 |
| 12 | 28 червня 2024    | ISBN 978-4-575-41918-4 |

### Аніме
26 жовтня 2021 року було оголошено про адаптацію серії у форматі аніме. Виробництвом займалася Studio Elle, режисером виступив Мотокі Наканіші, сценарії написав Юкіхіто, дизайн персонажів розробила Мікако Кунії, а музику склав Манзо. Серіал транслювався з 9 квітня по 25 червня 2023 року на каналах ABC та TV Asahi у блоці Animazing!!!. Опенінгом є «Continue Distortion» від SSNiRVERGE∀, а ендонінгом є «Be ambicious!!!» від Maybe Me. Crunchyroll транслював серіал під назвою «Summoned to Another World for a Second Time».